# Monochamus flavosignatus
Monochamus flavosignatus är en skalbaggsart som beskrevs av Stefan von Breuning 1947. Monochamus flavosignatus ingår i släktet Monochamus och familjen långhorningar. Inga underarter finns listade i Catalogue of Life.